# Ноченька
Ноченька (укр. «Ніченька») — перший мініальбом та загалом друга робота у дискографії української співачки Тіни Кароль.

## Список композицій
| #     | Назва                  | Тривалість |
| ----- | ---------------------- | ---------- |
| 1.    | «Ноченька»             | 3:10       |
| 2.    | «Выше облаков»         | 3:17       |
| 3.    | «Намалюю тобі»         | 3:06       |
| 4.    | «Пупсик»               | 2:58       |
| 5.    | «Ты отпусти»           | 3:44       |
| 6.    | «Выше облаков» (Remix) | 3:42       |
| 19:57 |                        |            |

## Сертифікації
| Регіон                                                                                          | Сертифікація | Продажі |
| ----------------------------------------------------------------------------------------------- | ------------ | ------- |
| Європа (IFPI)                                                                                   | Золотий      | 50,000* |
| *продажі, що базуються лише на сертифікаціях ^відвантаження, що базуються лише на сертифікаціях |              |         |